# Megophtalmidia illyrica
Megophtalmidia illyrica är en tvåvingeart som beskrevs av Chandler 2006. Megophtalmidia illyrica ingår i släktet Megophtalmidia och familjen svampmyggor.
Artens utbredningsområde är Grekland. Inga underarter finns listade i Catalogue of Life.